# Михалци
Михалци е село в Северна България. То се намира в община Павликени, област Велико Търново.

## География
Село Михалци се намира в Дунавската равнина между реките Росица и Негованка.

## История
Според легендата, селото е основано в средата на XV век. За основател на селото се смята Михал бей Михалооглу, който е наследник от рода на Гаази Али Фируз бей. В землището на селото се е намирало село Чугаревец. Един от първите свещеници в селото е поп Станю Георгиев, който е обслужвал литургии на открито. Първото килийно училище е основано през 1816 година. Изграждането на първата църква в Михалци започва през 1833 г. Три години по-късно храмът е осветен и е наречен Православен храм „Успение Богородично“. През 1845 г. селото е посетено от Петко Рачов Славейков, който се опитва да убеди михалчани да го наемат като учител срещу годишно възнаграждение от 1000 гроша и храна, но въпреки че селото не разполага с подготвен учител, местният чорбаджия отхвърля предложението, изтъквайки поисканото възнаграждение като прекалено високо.  През 1870 г. е основано читалище „Съединение“. През 1873 г. в Михалци започва работа класен учител на годишна заплата 6000 гроша. За това високо за времето си възнаграждение в селото се установява търновчанинът Тодор Лука Лефтеров – един от петимата млади българи, завършили преди Освобождението висше образование във Великобритания. Младият, едва двадесетгодишен учител се заема с обновяването на учебния процес, с организацията на театралното и читалищното дело, с общинските инициативи и комитетските дела в селото и бързо се превръща в духовен стожер на Михалци. Убит е на 8 май 1876 г. при Дряновски манастир, където е разбита четата на поп Харитон, към която по време на Априлското въстание се присъединява и Лефтеров. В негов чест през учебната 1926/1927 г. по решение на учителския съвет прогимназията се именува „Тодор Л. Лефтеров“. На 1 декември 1934 г. прогимназията се преобразува в основно училище. В училището се обучават ученици от околните села: Мусина, Русаля и Стамболово. В селото се основава ОТКЗС „Комуна“ през 1958 г.

## Население
Преброяване на населението през 2011 г.
Численост и дял на етническите групи според преброяването на населението през 2011 г.:
|                     | Численост | Дял (в %) |
| Общо                | 757       | 100,00    |
| Българи             | 651       | 85,99     |
| Турци               | 32        | 4,22      |
| Цигани              | 8         | 1,05      |
| Други               | 3         | 0,39      |
| Не се самоопределят | 0         | 0,00      |
| Неотговорили        | 63        | 8,32      |

## Културни и природни забележителности
- Родната къща на Михал Бей.
- Църквата „Успение Богородично“ – през 2018 г. е обявена за паметник на културата с национално значение.[5]
- Килийно училище

## Спорт
- ФК „Светкавица“ участва във „Б“ ОФГ Велико Търново – север.

## Редовни събития
Всяка година в последната събота от август месец се провежда селския сбор.
07.12. – празникът на с. Михалци

## Галерия
- Православен храм „Успение Богородично“, Михалци
- Читалище „Съединение – 1870“
- Стадион в село Михалци
- Училище в село Михалци

## Личности
- Дионисий Михалски – архимандрит и революционер
- Стефан Трифонов – свещеник и революционер
- Тодор Лука Лефтеров (1852 – 1876) – учител и революционер
- Петко Кунин (1900 – 1978) – политик от БКП
- Антон Антонов (Михал Бей)
- Георги Калпакчиев (1928 – 2020), български офицер, генерал-майор